# Eriococcus meridianus
Eriococcus meridianus är en insektsart som beskrevs av James Mather Hoy 1962. Eriococcus meridianus ingår i släktet Eriococcus och familjen filtsköldlöss. Inga underarter finns listade i Catalogue of Life.